# یژی مارکوشفسکی
یژی مارکوشفسکی (لهستانی: Jerzy Markuszewski؛ ‏ ۱۶ دسامبر ۱۹۳۰ – ۱۶ اکتبر ۲۰۰۷) بازیگر، کارگردان نمایش، دگراندیش ضد کمونیسم اهل لهستان بود.
از فیلم‌ها یا مجموعه‌های تلویزیونی که وی در آن‌ها نقش داشته‌است، می‌توان به رانندگان جایگزین، طریق هستی و عملیات زرادخانه اشاره نمود.